# Пражка декларация за европейската съвест и комунизма
Пражка декларация за европейската съвест и комунизма или само Пражката декларация (на чешки: Pražská deklarace) е израз, който се използва за няколко международни декларации, подписани в Прага - столицата на Чешката република, сред които най-важна е тази от 2008 г., която политически е насочена срещу фашизма и комунизма, т.е. срещу т.нар. тоталитаризъм и в подкрепа на либерализма и демокрацията.

## Предистория
Декларацията от 2008 г. се предхожда от Пражка декларация от 22 ноември 2002 г. от Пражката среща на върха на държавите от Организацията на Северноатлантическия пакт, приета от участвалите държавни и правителствени ръководители. На срещата са били поканени 7 държави (България, Естония, Латвия, Литва, Румъния, Словакия и Словения) да започнат преговори за присъединяване към Пакта.

## Декларация
През 2008 г. се приема символично точно в Прага и т.нар. Пражка декларация за европейската съвест и комунизма, често наричана само „Пражката декларация“ от 3 юни 2008 г., с която приключва международната конференция „За европейската съвест и комунизма“.
Конференцията се състои в Чешкия сенат Прага в от 2 до 3 юни. Осъжда комунистическите жестокости и настоява националните парламенти на страните от Европа да признаят комунистическите престъпления срещу човечеството, както тези на нацизма. Взима се решение за обявяване на 23 август за Ден на възпоменание на жертвите на нацизма и комунизма, за основаване на Институт на европейската памет и съвест, настоява се страните да коригират учебниците по история, така че децата да учат за комунизма, както за нацизма.
Декларацията се подкрепя от България с решение на XL народно събрание от 18 септември 2008 г.